# Sancta sanctorum

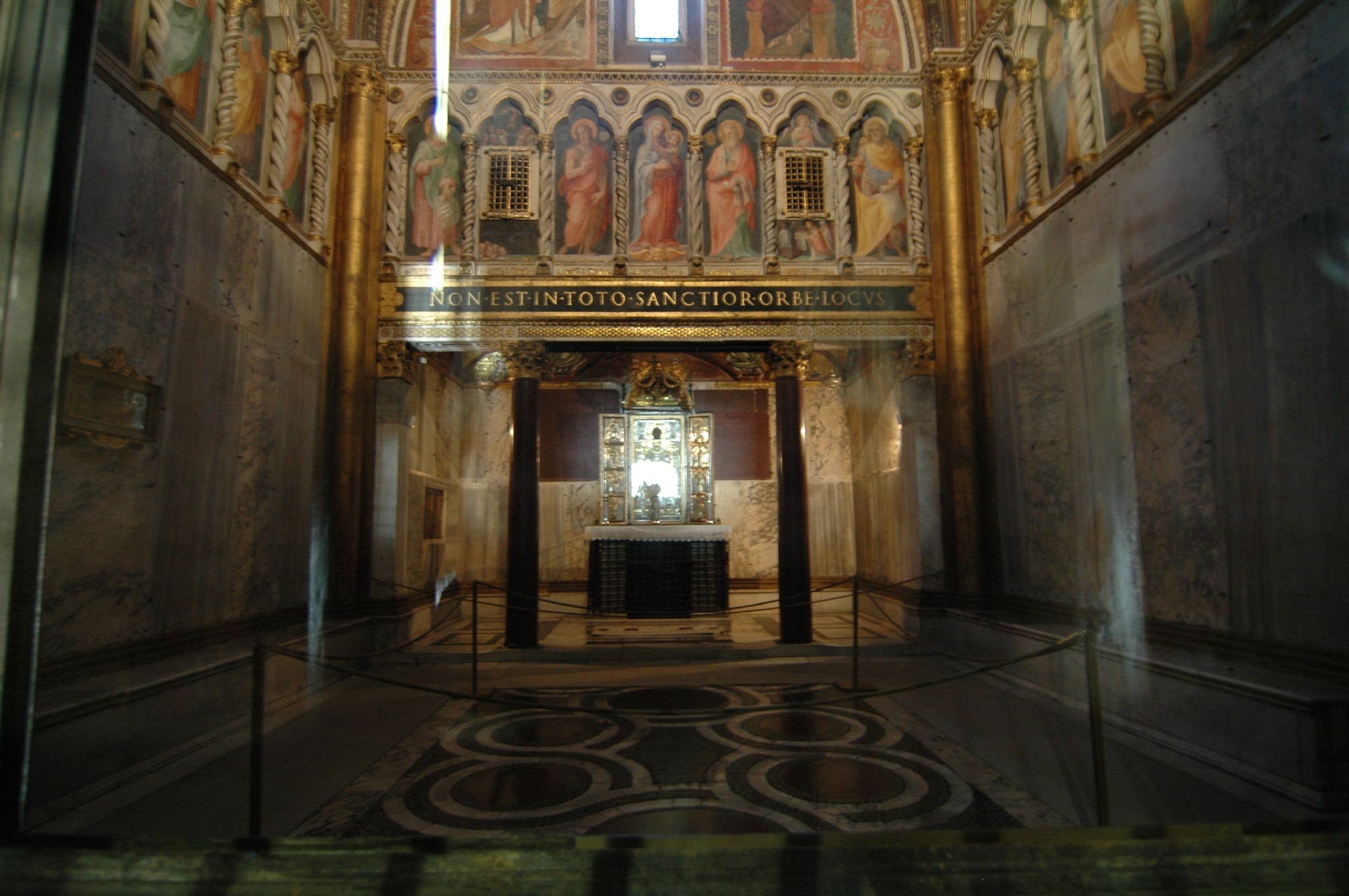
Sancta sanctorum a la capella de San Lorenzo in Palatio de l'església de Salvatore della Scala Santa al complex de la basílica de Sant Joan del Laterà

A la religió jueva el sancta sanctorum, de vegades citat com a sanctasantorum, amb el significat de "El Sant dels Sants" o "Santíssim" (en hebreu kodesh ha-kodashim) era el lloc sagrat més important del tabernacle i Temple de Salomó, en el qual s'hi custodiava l'Arca de l'Aliança. A l'antic Egipte, el sancta santorum era el lloc més sagrat i recòndit del temple, situat al seu eix principal, i on només els sacerdots i el faraó hi tenien accés. Allà hi havia el naos i la imatge de la divinitat. Per extensió, el sancta sanctorum ha quedat com un terme per designar el santuari més reservat i fins i tot secret dels temples de diferents religions.
La frase llatina sanctum sanctorum és una traducció del terme hebreu קֹדֶשׁ הַקֳּדָשִׁים (Qṓḏeš HaQŏḏāšîm, el més sagrat de totes les coses sagrades) que als textos llatins generalment es refereix al lloc més sagrat del Tabernacle dels israelites i després del Temple de Jerusalem, però també té algun ús derivat a l’aplicació-se a les imitacions del Tabernacle en l'arquitectura religiosa.
La forma plural sancta sanctorum també s'utilitza, probablement com a sinècdoque, referint-se a les sagrades relíquies contingudes al santuari. La traducció Vulgata de la Bíblia utilitza "sancta sanctorum" per al el més sagrat de totes les coses sagrades. D’aquí l’ús derivat per designar la capella Sancta Sanctorum del complex de la Basílica de Sant Joan del Laterà, a Roma.
A l'hinduisme, la part més íntima d'un temple on es guarda la imatge de culte (Murti) de la deïtat, forma el Garbha griha, també referit com a sanctum sanctorum.

## Etimologia
La paraula llatina sanctum és la forma neutra de l'adjectiu "sant", i sanctorum el seu genitiu plural. Així, el terme  sanctum sanctorum significa literalment "el sant [lloc / cosa] del sant [llocs / coses]", replicant en llatí la construcció hebrea per al superlatiu, amb el significat "el [lloc / cosa] més sant".

## Història
Igual que a tots els temples de l'antiguitat, en el Sancta sanctorum del Temple de Jerusalem hi havia una primera cambra, anomenada "santa" en la Bíblia, i una segona, anomenada "sancta sanctorum". La progressió d'una cambra a una altra és una manera de simbolitzar l'accés al món transcendent. Estava cobert per un drap de color vermell-púrpura i només podia entrar-hi el Summe Sacerdot d'Israel un cop l'any durant el Yom Kippur, per oferir encens en el ritual de l'expiació i pronunciar el Tetragramaton sagrat, només conegut pel gran sacerdot, o pel seu següent successor. Els peus del gran sacerdot es lligaven a una corda per si li sobrevingués un atac per l'emoció, en pronunciar el Tetragramaton.
La Bíblia diu que el dia en què Jesús va morir a la creu, el vel que separava l'estructura principal del temple del sancta sanctorum, es va esquinçar com ja s'havia anunciat a les Sagrades Escriptures.
Els treballadors encarregats de les reparacions, s'havien de deixar caure en el sancta sanctorum per la part superior, perquè no estaven autoritzats a entrar o romandre en la superfície sagrada. El sancta sanctorum estava separat per cortines de la resta del santuari i dins hi havia la pedra de la fundació del món, la shetiyyah. Segons la tradició, aquesta pedra es trobava en el centre del món, i va ser la base sobre la qual es va crear el món.
Fins a finals del període del Primer Temple, es van mantenir en el sancta sanctorum, un pot de mannà i la vara d'Aaron, però durant el Segon Temple, la zona estava completament nua, ja que fins i tot l'Arca havia estat amagada abans del captiveri Babiloni.